# Bălești, Vrancea
Balesti là một xã thuộc hạt Vrancea, România. Dân số thời điểm năm 2002 là 2223 người.